# Dissektion af torsk
Dissektion af torsk er en dansk undervisningsfilm fra 1958, der er instrueret af Erling Wolter.

## Handling
En torsk dissekeres. Filmen er lavet til anvendelse i naturhistorieundervisning i folkeskolen og gymnasiet.